# شهرستان مولتنومه (اورگن)
شهرستان مولتنومه، اورگن (به انگلیسی: Multnomah County, Oregon) شهرستانی در ایالات متحده آمریکا است که در اورگن واقع شده‌است.

## خصوصیات
شهرستان مولتنومه ۱٬۲۰۶٫۹۴ کیلومترمربع مساحت دارد.